# Julie Mond
Julie Mond es una actriz estadounidense.

## Biografía
Julie Mond se graduó en el Colegio Barnard de la Universidad de Columbia, en Nueva York.  Posteriormente se trasladó a Los Ángeles.
En 2011, fue la protatonista de la película para televisión Cuando nace el amor, realizada como un episodio previo de la saga Love Comes Softly.
Además de su participación en numerosas películas y cortometrajes, ha actuado en series de televisión, tales como Hospital General, CSI: Miami y Cold Case ("Caso cerrado" en América, "Caso abierto" en España), y, en Estados Unidos, ha aparecido en anuncios publicitarios.

## Filmografía
| Año  | Título                                                          | Personaje          | Observaciones              |
| ---- | --------------------------------------------------------------- | ------------------ | -------------------------- |
| 2004 | Approaching Heaven                                              | Kate               |                            |
| 2004 | Ladies room                                                     |                    | Cortometraje               |
| 2005 | The Prince of Jersey                                            |                    | Mediometraje               |
| 2005 | Ground Control                                                  | The Goth Chick     | Cortometraje               |
| 2006 | Something New                                                   | Penelope           | [ 1 ]                      |
| 2008 | Exit Speed                                                      | Cabo Merideth Cole | [ 1 ] [ 3 ] [ 4 ] [ 6 ]    |
| 2008 | Conducta criminal ("Grave Misconduct")                          | Angela Drown       | Película para TV           |
| 2008 | Área de descanso 2: No mires atrás (Rest Stop: Don't Look Back) | Nicole             | Segunda parte de Rest Stop |
| 2009 | Hangman                                                         | Jonette            | [ 3 ] [ 4 ]                |
| 2010 | The Geniuses                                                    | Tanya Progresso    | Película para TV           |
| 2011 | Fugue                                                           | Sadie              |                            |
| 2011 | Negative Space                                                  | Rachel Axelrod     |                            |
| 2011 | Love's Everlasting Courage                                      | Ellen Barlow       | Película para TV           |
| 2011 | Cuando nace el amor ("Love begins")                             | Ellen Barlow       | Película para TV           |
| 2011 | El sicario de Dios ("Priest")                                   | Esposa             | [ 1 ] [ 3 ] [ 4 ]          |
| 2012 | Guantes HJ ("HJ Gloves")                                        |                    | Cortometraje               |
| 2012 | The Jew Girl                                                    |                    | Cortometraje               |
| 2012 | Strawberry Summer                                               | Beth Landon        | [ 1 ]                      |
| 2012 | Trauma Team                                                     | Vanessa Herrera    |                            |
| 2012 | Shooting Chris                                                  | Julie Schwartz     |                            |
| 2013 | Finding Neighbors                                               | Sherrie            | [ 4 ]                      |
| 2013 | Autumn Wanderer                                                 | Megan              |                            |
| 2013 | Sensitive Men                                                   | Kristy             | Película para TV           |
| 2013 | Lust for Love                                                   | Cutie              | [ 6 ]                      |
| 2013 | Snake and Mongoose                                              | Wendy              | [ 6 ]                      |
| 2013 | White Dwarf                                                     | Julie              |                            |

## Participación en series de televisión
| Año  | Título                                                          | Personaje              | Observaciones                |
| ---- | --------------------------------------------------------------- | ---------------------- | ---------------------------- |
| 2005 | CSI: Nueva York                                                 | Abby Kirhoffer         | Episodio: "Sangre joven"     |
| 2006 | Cold Case ("Caso cerrado" en América, "Caso abierto" en España) | Landon (1968)          | Episodio: "Debut"            |
| 2007 | Dime que me quieres (Tell Me You Love Me)                       | Nicole                 |                              |
| 2009 | General Hospital                                                | Lisa Niles (1.ª época) | 12 episodios                 |
| 2010 | CSI: Miami                                                      | Christie Cavanaugh     | Episodio: "Azúcar de sangre" |
| 2012 | House M. D. (8.ª temporada)                                     | Moira Parker           | Episodio: "Chase"            |